# Agon Mehmeti
Agon Mehmeti, född 20 november 1989 i Podujeva i Jugoslavien (nuvarande Kosovo), är en svensk-albansk före detta fotbollsspelare. Han är för närvarande assisterande tränare i Djurgårdens IF.

## Biografi

### Bakgrund och tidiga år
Tillsammans med sin familj flydde Mehmeti 1992 undan Kriget på Balkan och kom till Sverige och Norrköping vid två års ålder. Familjen flyttade sedan till Malmö och Agon växte upp på Bellevuegården och började sedan spela fotboll i IFK Malmö.

### Malmö FF
Mehmeti lämnade IFK Malmö till förmån för lokalkonkurrenten Malmö FF redan år 2001 där han fortsatte sin utveckling och under sin tid som junior där gjorde han under en period 45 mål på 43 matcher. År 2008, 18 år gammal, blev han så uppflyttad i klubbens A-trupp. Speltiden var dock till en början begränsad till inhopp, men Mehmeti visade ändå sin potential och hann med att tillverka en hel del mål under sina minuter på planen.
Den 27 juli 2008 fick Mehmeti sitt genombrott medialt sett. Malmö FF tog emot serieledande Kalmar FF hemma på Malmö Stadion. Vid 2–1-ledning till gästerna byttes Mehmeti in i den 83:e minuten, och inom loppet av fem minuter hade han på egen hand vänt matchen med två mål som gav MFF en 3–2-seger. Mehmeti fick efter många fina prestationer under resten av säsongen och det följande året epitetet "Super-sub" av medierna. Epitetet är en förförkortning av Super-substitute, ungefär "super avbytaren" - något han inte var alltför glad över: mer speltid som startman var målet.
Under säsongen 2010 lyckades så Mehmeti äntligen etablera sig som en startspelare i Malmö FF. Tillsammans med kvicke Daniel Larsson bildade han ett giftigt anfallspar som tillverkade och bidrog till merparten av klubbens mål under året då man åter blev svenska mästare.

### Palermo
Den 9 november 2011 bekräftade Palermos sportchef Luca Cattani att klubben gjort klart med en övergång för Mehmeti, gällande från 1 januari 2012. Två dagar senare bekräftade Mehmeti själv att han skrivit på ett femårskontrakt med Serie A-klubben. Mehmeti gjorde sin debut för Palermo den 8 januari 2012 i 1–3 förlusten mot Napoli. I den sista spelomgången av Serie A 2011/2012, den 13 maj 2012, gjorde han sin första match från start i bortamötet mot Genoa på Luigi Ferraris. Han blev dessvärre skadad i en kollision med Genoas målvakt Frey och fick bytas ut efter 25 minuter. Hans totala facit blev därmed tre spelade ligamatcher under säsongen 2011/2012.
30 augusti 2012 blev det klart att Palermo lånar ut Mehmeti till Serie B-klubben Novara som även har en köpoption på anfallaren efter säsongen.
I juli 2013 offentliggjordes att Mehmeti lånas ut till SC Olhanense i den portugisiska högstadivisionen hela säsongen 2013-14. 24 augusti gjorde han sitt första mål för klubben i sin andra ligamatch från start.

### Återkomst till Malmö FF
Den 15 juli 2014 meddelade Malmö FF att Mehmeti efter två säsonger utomlands, i Italien och Portugal, återvänt till klubben; detta på ett 3,5-årskontrakt.

### Örebro SK
Inför säsongen 2019 skrev Mehmeti på för Örebro SK; ett år senare förlängdes kontraktet till och med 2021 genom en option på två år. Säsongen 2021 blev Örebro nedflyttade från Allsvenskan och Mehmeti valde därefter att lämna klubben.

### Djurgårdens IF
Efter att ha varit klubblös i ett år meddelade Mehmeti i november 2022 att han avslutade sin fotbollskarriär och han blev individuell utvecklingsansvarig i Djurgårdens akademi.
Den 22 oktober 2024 flyttades han upp som assisterande tränare för resten av året.

## Supportrar
Av Malmö FF:s supportrar har Mehmeti blivit tillägnad en egen hyllningssång: (Melodi: La donna è mobile från Giuseppe Verdis Rigoletto)
| ” | Tunn som en rögad ål, ändå så gör han mål, Agon Mehmeti, Agon Mehmeti! | „ |

## Meriter
Malmö FF
- Svensk Mästare 2010, 2014